# Castronuño
Castronuño est une commune de la province de Valladolid dans la communauté autonome de Castille-et-León en Espagne.

## Sites et patrimoine

### Monument
- Église Santa María del Castillo (es)

Église Santa María del Castillo
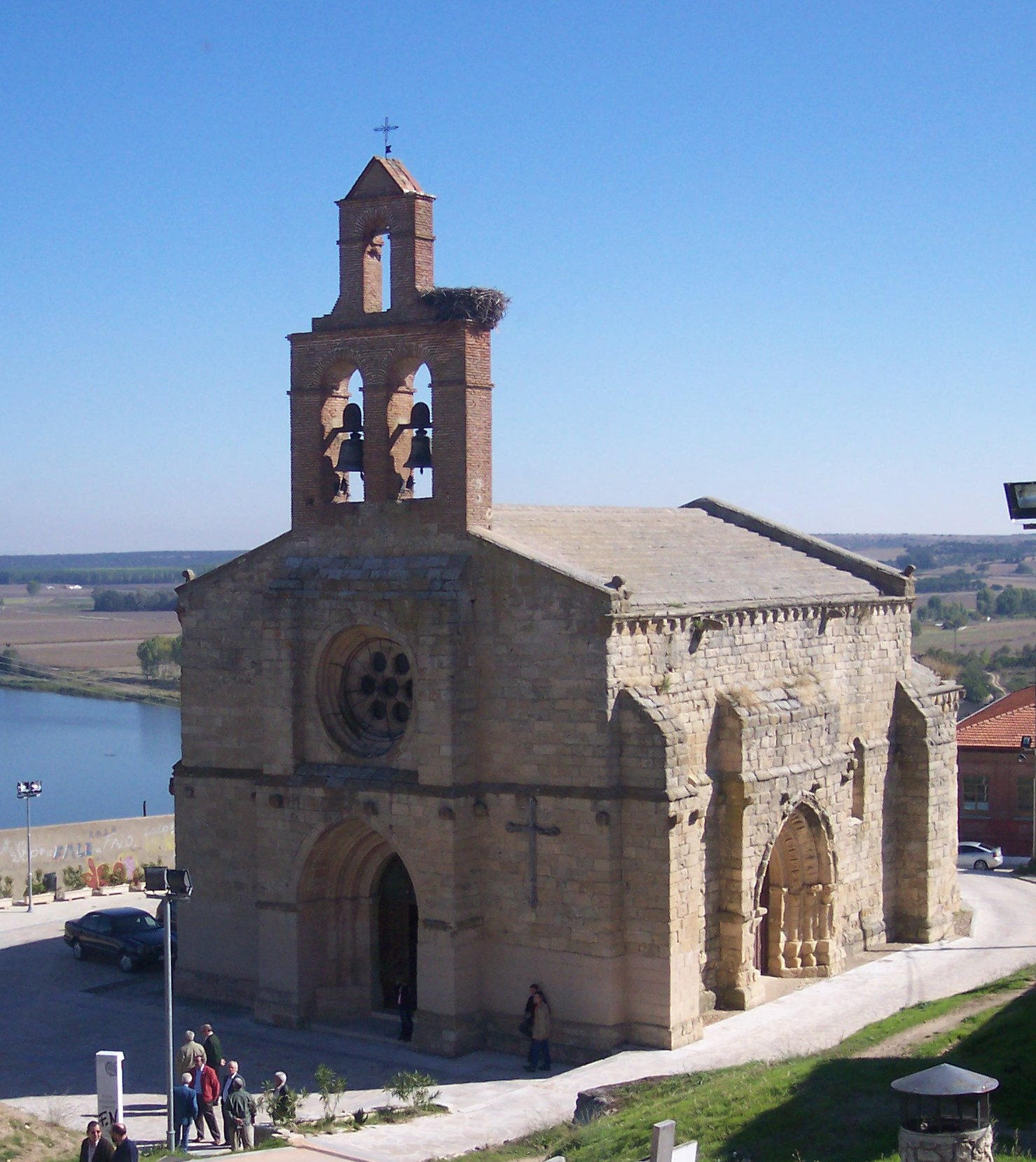
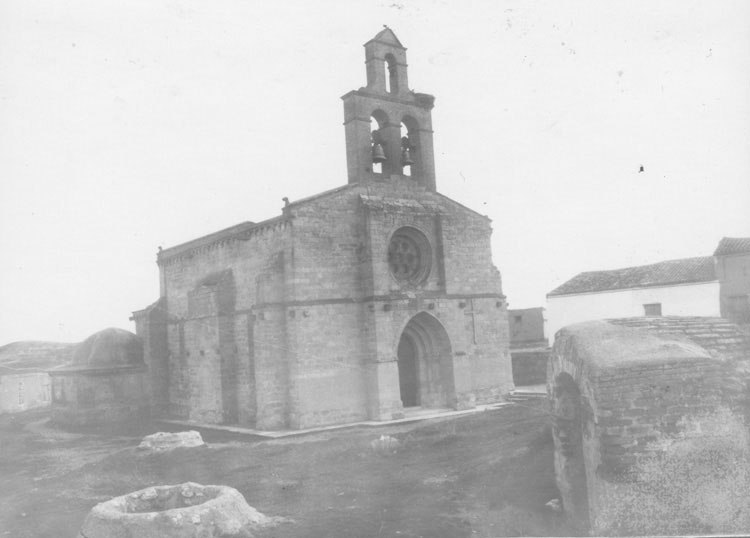
Fondation Joaquín Díaz.
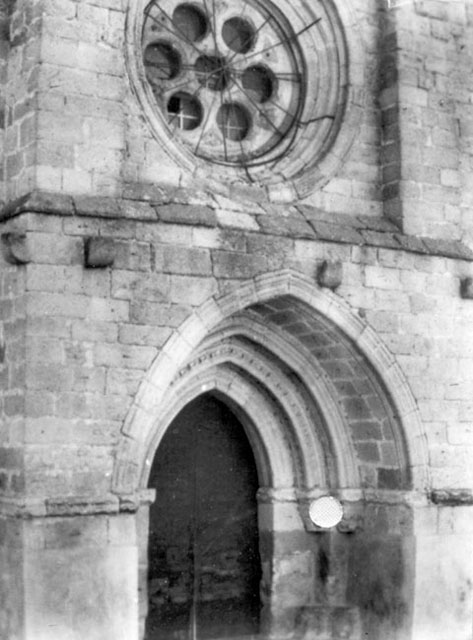
Fondation Joaquín Díaz.

### Sites
- Barrage de San José (es)
- Réserve naturelle de las Riberas de Castronuño-Vega del Duero (es)

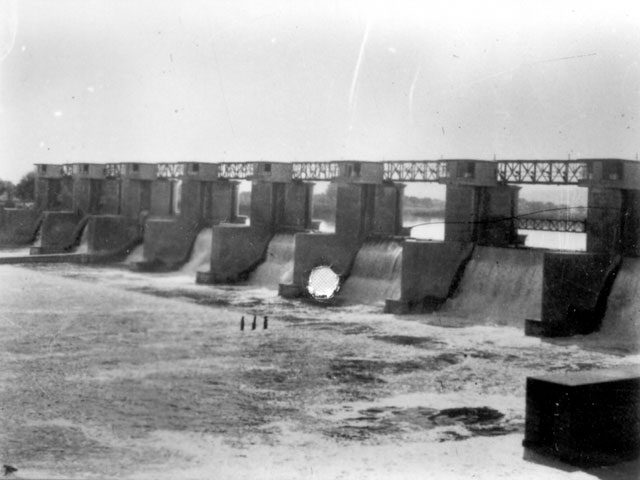
Barrage de San José peu après son inauguration. Fondation Joaquín Díaz.
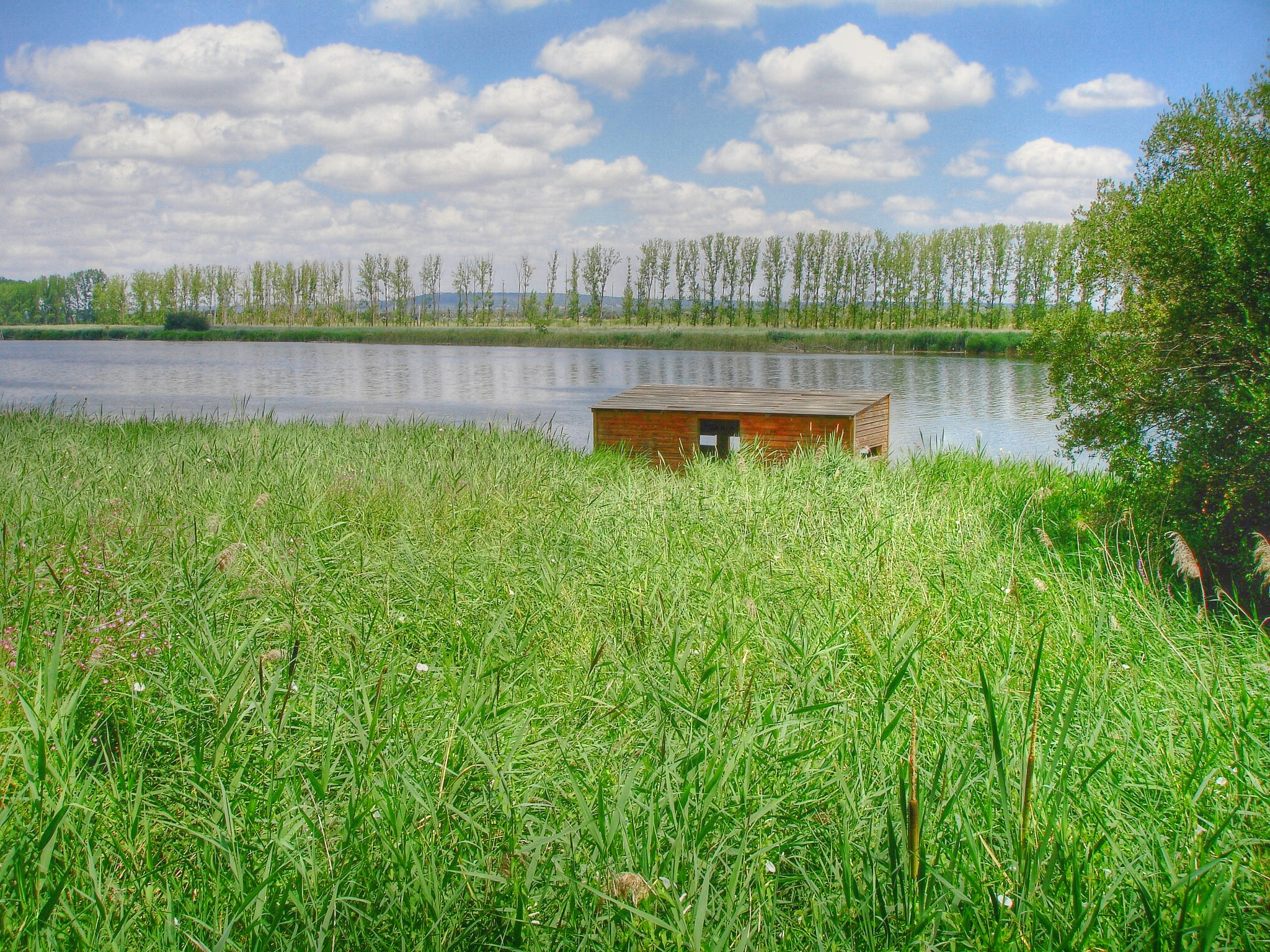
Réserve naturelle de las Riberas de Castronuño-Vega del Duero.
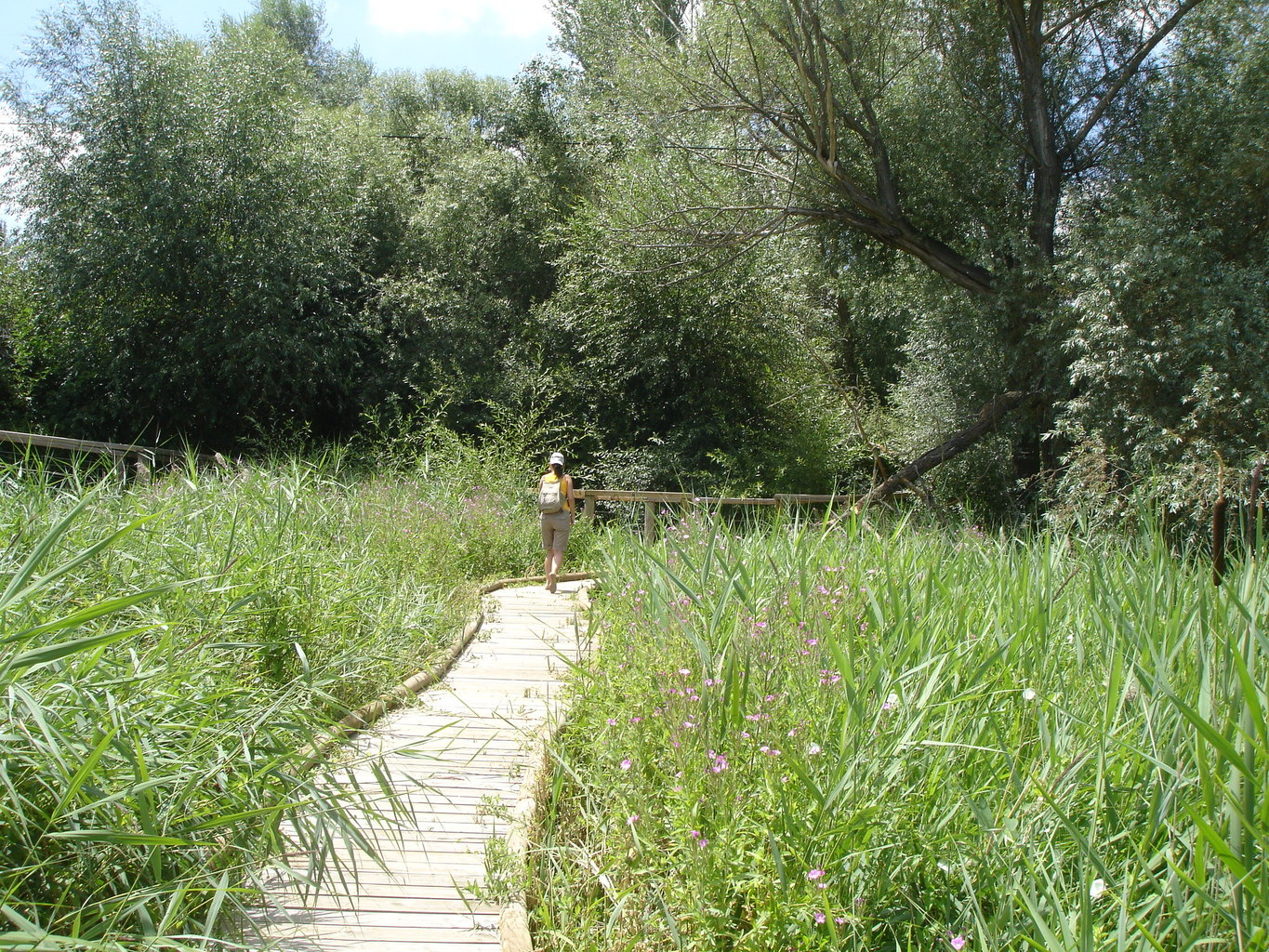
Réserve naturelle de las Riberas de Castronuño-Vega del Duero.